# No Rest for the Wicked
No Rest for the Wicked är Ozzy Osbourne femte studioalbum, släppt den 22 oktober 1988.
Den 15 augusti 1997 hade albumet enligt RIAA sålt 2 000 000 exemplar i USA.

## Låtlista
Alla låtar skrivna av Ozzy Osbourne, Zakk Wylde, Bob Daisley, Randy Castillo och John Sinclair, förutom där annat anges.
1. "Miracle Man" (Osbourne, Wylde, Daisley) – 3:43
2. "Devil's Daughter" → 5:14
3. "Crazy Babies" (Osbourne, Wylde, Daisley, Castillo) – 4:14
4. "Breaking All the Rules" – 5:14
5. "Bloodbath in Paradise" – 5:02
6. "Fire in the Sky" – 6:24
7. "Tattooed Dancer" (Osbourne, Wylde, Daisley) – 3:23
8. "Demon Alcohol" (Osbourne, Wylde, Daisley, Castillo) – 4:27
9. "Hero" (gömt spår) - 4:45

### Bonusspår (2002 Remaster)
1. "The Liar" (Osbourne, Wylde, Daisley, Sinclair) – 4:29
2. "Miracle Man (live)" (Osbourne, Wylde, Daisley)  3:47